# Dasypogon (insecte)
Pour les articles homonymes, voir Dasypogon.
Cet article concerne un genre de diptères. Pour voir l'article concernant le genre de plantes, voir Dasypogon.
Genre
Dasypogon (littéralement « à barbe épaisse ») est un genre d'insectes diptères prédateurs de la famille des Asilidae.

## Liste d'espèces rencontrées en Europe
- Dasypogon arcuatus
- Dasypogon atratus
- Dasypogon bacescui
- Dasypogon brevipennis
- Dasypogon diadema
- Dasypogon fabricii
- Dasypogon geradi
- Dasypogon gougeleti
- Dasypogon iberus
- Dasypogon kugleri
- Dasypogon melanopterus
- Dasypogon nigriventris
- Dasypogon octonotatus
- Dasypogon tsacasi